# Australische Badmintonmeisterschaft 1963
Die Australische Badmintonmeisterschaft 1963 fand in Brisbane statt. Es war die 22. Austragung der Badmintontitelkämpfe von Australien.

## Titelträger
| Disziplin    | Sieger                       |
| ------------ | ---------------------------- |
| Herreneinzel | Ron Young                    |
| Dameneinzel  | Joy Twining                  |
| Herrendoppel | Cliff Cutt Ian Hutchinson    |
| Damendoppel  | Judy Smith E. Dimbleby       |
| Mixed        | Ron Young H. Northeast-Young |